# Kaworu Nagisa
Kaworu Nagisa (渚 カヲル Nagisa Kaworu?) es un personaje ficticio creado por Hideaki Anno y diseñado por Yoshiyuki Sadamoto, perteneciente a la franquicia de Neon Genesis Evangelion. Su primera aparición corresponde al episodio número 24, «El último enviado», emitido en Japón el 13 de marzo de 1996. El personaje ha aparecido en numerosas obras derivadas de la serie animada original, siendo estos varios mangas spin-off, videojuegos, novelas visuales, en el web anime Petit Eva: Evangelion@School y en la tetralogía cinematográfica Rebuild of Evangelion.
Kaworu es en realidad el décimo séptimo ángel, Tabris, y el último enviado para cumplir los designios de Seele. Fue enviado a Nerv como un reemplazo para la piloto Asuka Langley Sōryū, luego de que esta fallase en el test de sincronización con el Eva-02. Kaworu manipula el Eva-02 y entra en la zona más profunda de la sede de la organización, el Dogma Terminal, en un intento de hacer contacto con el primer ángel, Adán. Después de descubrir que no se trataba de Adán, sino de Lilith, elige morir a manos de Shinji, siendo decapitado por el Eva-01. Kaworu es análogo a Rei Ayanami, debido a que su cuerpo humano contiene el alma de Adán, así como el de Rei contiene la de Lilith.
A pesar de su reducida aparición en la serie (apareciendo apenas en dos episodios antes del final de la serie y con poca o ninguna presencia en los episodios posteriores), Kaworu se convirtió en uno de los personajes más populares y reconocibles de la franquicia, principalmente debido a su atractivo sexual. Una encuesta de la revista Newtype en 2010, lo clasificó como el segundo personaje de anime más popular de los años 90.

## Concepción
Kaworu fue nombrado por el guionista Akio Satsukawa. Su apellido proviene de la palabra japonesa nagisa (渚?), la cual significa "orilla" o "costa", en relación con el océano. El apellido también proviene del director japonés Nagisa Ōshima, elegido por Satsukawa para rendirle homenaje. El carácter "渚", al ser dividido, también puede ser leído como shi-sha (シ者?). El título del episodio 24, en el cual Kaworu realiza su primera aparición, es Saigo no Shisha (最後のシ者 El último enviado?). "シ者" incluye dos palabras japonesas que pueden ser leídas como "shisha" (el carácter "シ" solo representa el sonido "shi"). La primera significa "mensajero" o "apóstol", mientras que la segunda "muerto" (死者). De acuerdo con Anno, la palabra Nagisa está vinculada al kanji 波 (nami "ola"?), que también aparece en el nombre de Rei Ayanami.
Desde las primeras etapas de producción, Kaworu fue concebido bajo la piel de un ángel "antropomórfico". A diferencia de todos los otros ángeles de la serie, el director decidió que hablase a través de un lenguaje humano. En el Kikakusho (企画書?), un documento publicado dos años antes de la emisión de la serie como una breve presentación de la misma, se planeó introducir un ángel con características antropomórficas en el episodio XXII. En la propuesta original, Kaworu fue descrito como un "[joven] bishōnen constantemente acompañado por un gato doméstico". Nerv habría permitido al joven penetrar dentro de sus laboratorios, y Shinji se encontraría con «el dilema de tener que luchar contra un ángel antropomórfico». Por último, sería revelado «el mayor secreto del instituto». De acuerdo con Anno, «la idea base fue que el ángel fuera el gato y el niño fuera un simple títere». Durante la producción, se diseñó un boceto preliminar del personaje, según la cual «después de una metamorfosis [Kaworu] cambia su apariencia. En comparación con Shinji, tiene más clase, es más elegante, más refinado, más alto, pero también más delgado y su rostro es más pequeño». A petición de Anno, sus ojos fueron pintados de color rojo para establecer una analogía con Rei Ayanami y darle «una impresión distinguida». En la intención original de Anno, el personaje de Kaworu debería haber sido una «versión idealizada de Shinji». Al igual que muchos otros personajes, concebidos sobre la base de la personalidad de Anno, la personalidad de Kaworu se inspiró en su sombra junguiana.

«Quería que [Kaworu] fuera una persona muy buena, del tipo de persona que alguien se enamore».
—Hideaki Anno, director de Neon Genesis Evangelion

Durante la realización del tema de apertura de Neon Genesis Evangelion, se decidió incluir un boceto del personaje, dibujado por Yoshiyuki Sadamoto, y su papel se mantuvo esencialmente sin cambios. Durante la producción, Anno y Satsukawa escribieron algunos bocetos para el guion del episodio XXIV, en la que su relación con Shinji, el protagonista masculino de la serie, presentaría menos ambigüedad. En uno de los guiones, estaba programado que Kaworu y Shinji nadasen desnudos en un río, se besaran y tocasen juntos el chelo y el violín. Confirmando la relación romántica entre los dos jóvenes y comentando en el guion original de su colega, Anno declaró que «Satsukawa da en el blanco cuando se trata de homoerotismo. De hecho, no he tratado de detenerlo. La atmósfera creada por Satsukawa permaneció en el guión final del episodio». Sin embargo, el personal de Evangelion rechazó algunas de las propuestas de los guiones originales.
De acuerdo con algunos entusiastas, Kaworu fue modelado a base de Kunihiko Ikuhara, director de la serie Sailor Moon y gran amigo de Anno. Ikuhara, en una entrevista, negó los rumores, sosteniendo que de ninguna manera estaba involucrado en la creación del personaje, pero confesó su estrecha relación con Anno. Ambos directores estaban en buenos términos desde las primeras etapas de planificación de Neon Genesis Evangelion. Ikuhara comentó que «en ese momento, el equipo de Sailor Moon subió a los balnearios y Anno estaba con nosotros. En esa ocasión terminamos hablando toda la noche. Incluso después de que todos hubieran colapsado continuábamos hablando sin disminución». De acuerdo con su colega, aquella conversación nocturna podría haber afectado el diálogo entre Shinji y Kaworu; Ikuhara, al ver el episodio, se dio cuenta de cómo el contexto y el contenido del diálogo fue prácticamente idéntico.

### Doblaje
En todos sus apariciones, Kaworu es interpretado por Akira Ishida. En 1997, año del estreno de la película The End of Evangelion, el doblador afirmó haber encontrado "numerosas dificultades" en el papel de Kaworu y que se sintió "bajo mucha presión" para el doblaje de la versión cinematográfica. Su tensión emocional creció exponencialmente cuando supo que habría dos películas finales, pero estaba muy satisfecho con su interpretación. Ishida interpretó el personaje en numerosos spin-off de la serie original o en algunos videojuegos, como en Meitantei Evangelion y Neon Genesis Evangelion: the Iron Maiden 2nd. Durante el doblaje de Evangelion: 1.0 You Are (Not) Alone, el primer capítulo de la tetralogía de Rebuild of Evangelion, Anno explicó a Ishida el papel de Kaworu y Shinji en la nueva versión y le dio algo de información confidencial, excluida a los otros actores de voz de Evangelion. Ishida admitió que incluso durante las sesiones para el doblaje de Evangelion: 3.0 You Can (Not) Redo se sintió muy tenso, pero fue acompañado e instruido paso a paso por el director.

## Biografía
Al igual que todos los ángeles, Kaworu "nació" de Adán, aunque está implícito que fue creado por Seele. Es el contenedor del alma de Adán, similar a como Rei Ayanami contiene el alma de Lilith. Kaworu nació el 13 de septiembre de 2000, el día exacto del Segundo Impacto, enorme desastre que se produjo en el Polo Sur y que fue causado por el primero de una serie de enemigos llamados Ángeles. Su AT field es el más poderoso jamás detectado, lo suficientemente fuerte como para bloquear "la luz, el magnetismo, las partículas subatómicas, todo". Puede controlar cualquier unidad Evangelion que desee, siempre y cuando el alma que habita el Eva este inactiva. Dentro del Eva, puede establecer el nivel de sincronización que desee. La naturaleza o incluso la existencia misma de su núcleo no se revela. Fue nombrado como Tabris, el ángel del libre albedrío y las alternativas.

## Apariciones

### Neon Genesis Evangelion
En Neon Genesis Evangelion, Kaworu es enviado directamente por Seele a Nerv como piloto para la unidad Eva-02, en reemplazo de Asuka Langley Sōryū, quien cayó por debajo del umbral mínimo de sincronización con la unidad luego del ataque del ángel Arael. Es asimismo nombrado como el "Quinto Niño", al ser el quinto piloto de un Eva. Su primera aparición se da mientras entona un fragmento perteneciente al 4.º movimiento de la novena sinfonía de Beethoven sobre los restos de una estatua en el lago Ashinoko próximo a las instalaciones de Nerv. Este llama la atención de Shinji Ikari, quien se encontraba cerca del sitio y se hallaba acongojado por su situación y por la pérdida de sus compañeros de Nerv, amigos y de su escuela. Sorprendentemente, Shinji socializa casi de inmediato con él y luego de su reunión inicial, Kaworu y Shinji comienzan a entablar una profunda relación de amistad, disfrutando de la compañía del otro. Luego de las pruebas de sincronización donde demuestra un nivel inesperadamente alto a lo antes visto en un piloto al sincronizar con la unidad Eva sin necesidad de un nuevo núcleo, y en donde levanta las sospechas de Misato, recibe indicaciones del comité de Seele. A diferencia de todos los otros ángeles, Kaworu es capaz de desarrollar sentimientos similares a los de los seres humanos y comunicar con ellos. Una de las pocas personas que pueden comprender la identidad del niño es Ritsuko Akagi, directora del departamento de tecnología de Nerv, quien lo llama "el último mensajero".
Kaworu posteriormente se dirige ante el Eva-02 y se sincroniza con la unidad utilizando su mente a una cierta distancia, al levitar seguido por el Eva. En tanto, alertados por la confirmación de la aparición de un nuevo ángel en las instalaciones de Nerv, Misato logra enviar a la unidad Eva-01 con Shinji, quien logra alcanzar a la unidad 02 poco antes de que esta conseguiga llegar a su objetivo y lucha contra el Eva, tratando en su desesperación de comprender el que Kaworu fuese un ángel y de evitar hacerle daño, comprobando que posee un escudo AT al desviarse la cuchilla del Eva hacia Kaworu. La lucha no detiene a Tabris y se da el encuentro con el ángel crucificado que se halla en las profundidades de Nerv, en tanto que Misato, comprendiendo que finalmente un ángel pudo llegar hasta su objetivo, da la orden de autodestrucción en el momento en que ocurra el cese de los impulsos vitales del Eva-01. Kaworu reconoce que el ángel crucificado no es Adán sino Lilith, y espera la llegada de Shinji. Kaworu le comunica a Shinji que el contacto con el ángel daría inicio al proceso de complementación humana y le implora que acabe con su existencia, pues para él, quien estaba destinado a vivir para siempre, es lo mismo vivir o morir; siendo su muerte "la única libertad absoluta". También decide preservar el linaje de los Lilim, sus descendientes, en lugar de causar la extinción de la humanidad. Luego de una tensa espera donde Shinji debe decidir la muerte de Kaworu, el Eva finalmente acaba con la vida del último mensajero.
En The End of Evangelion, filme que marca el nuevo final y continuación del último episodio de la serie original, Kaworu y Rei guían a Shinji en el proceso de complementación humana mediante una serie de visiones oníricas al explorar su mente y alma, en cuyo universo se gesta la visión de la humanidad que conllevará a determinar el desenlace y final de la historia de Evangelion.

### Rebuild of Evangelion
En la tetralogía Rebuild of Evangelion, una nueva versión de la serie original, el personaje juega un papel fundamental y parece ser consciente de los muchos detalles de la vida Shinji. En la película Evangelion: 1.0 You Are (Not) Alone, primera parte de la tetralogía, se resume la historia de la serie con algunos cambios. Está vez, Kaworu despierta en la base de Seele localizada en la Luna (llamada Tabga o Mar de la Tranquilidad) donde se ensambla la unidad Eva-06. En los momentos finales de la película, se ve a Kaworu contemplando la Tierra mientras dice a sí mismo: "Será muy interesante encontrarme de nuevo contigo, Shinji-kun".
La continuación se da en la segunda película, Evangelion: 2.0 You Can (Not) Advance, donde la batalla con los demás ángeles continúa. En cierto momento se muestra a Gendo y Fuyutsuki en una nave sobrevolando la base lunar cuando logran ver a Kaworu reposando sobre uno de los falanges del Eva. El joven los observa y dice "Gusto en conocerte, padre", sin embargo, no hace referencia a cuál de los dos se refiere. Hacia el final de la película comienza el preludio a la Complementación humana. Shinji y Rei se encuentran en el interior del Eva-01, el cual ha alcanzado la categoría de 'Ser cercano a Dios" y está a punto de iniciar el proceso cuando es atravesado por la lanza de Longinus arrojada por el Eva-06, pilotado por Kaworu. Ya en el final de la película, Kaworu menciona: "El momento prometido ha llegado. Shinji Ikari, está vez juro que te haré feliz."
La tercera película, Evangelion: 3.0 You Can (Not) Redo, desarrolla la interrelación entre Kaworu y Shinji desde una nueva perspectiva. Han transcurrido catorce años desde que se detuvo el Proyecto de Complementación Humana, la misma que casi causó la extinción de vida de la Tierra. Shinji despierta en la nueva nave Wunder, la cual es intervenida por un Eva pilotado por Rei para trasladarlo a las instalaciones de Nerv. Allí es presentado a su padre, quien le indica que deberá pilotar un Eva junto a Kaworu en un momento determinado, debiendo esperar hasta entonces. En adelante, la amistad entre ambos se desarrollará mientras transcurren los días ejecutando piezas musicales en el piano. Posteriormente, al descubrir Shinji la devastación al detenerse la Complementación Humana, la desesperación le llevará a no querer pilotear nunca más un Eva. Kaworu le menciona que existe una forma de revertir lo ocurrido mediante el proceso controlado del Tercer Impacto, debiendo para ello pilotear juntos el Eva.  Con esta nueva premisa parten ambos, descendiendo al sitio donde anteriormente se inició el proceso de Complementación humana, acompañados por un Eva piloteado por Rei. Allí encuentran los restos del Mark 06 junto al ángel, este atravesado por dos lanzas, mas, para sorpresa de Kaworu, ambas se unen en una sola. Pese a la negativa de Kaworu, Shinji logra extraer las lanzas haciendo que el Eva evolucione a la categoría de Dios y se inicie el Tercer Impacto. Finalmente, Kaworu comprende el significado de lo que está por iniciarse y por ello clava las dos lanzas en el propio Eva, con lo cual este recobra su estado anterior y el proceso se revierte. A continuación se disculpa con Shinji, pues no era la felicidad que este esperaba. Con sus últimas palabras y ante su inminente muerte, le anuncia que se verán nuevamente.

## Otros medios

### Manga
En el manga escrito e ilustrado por Yoshiyuki Sadamoto, Shinji se encuentra con Kaworu mientras este toca el piano. A diferencia de la serie original, Kaworu se alistó a Nerv para reemplazar al piloto Toji Suzuhara y lucha junto a Rei contra el ángel Armisael. En esta versión de los hechos, Shinji tiene fuertes sospechas hacia Kaworu. Sin embargo, tras la muerte de Rei, se trasladó temporalmente a su casa, afligido por la pérdida. Otra diferencia notable de la serie, donde sigue habiendo una cierta ambigüedad acerca de la verdadera naturaleza de la relación entre los dos jóvenes, dejando una gran libertad de interpretación a la audiencia, es que Sadamoto decidido cambiar la caracterización de Kaworu y dejar menos libertad al lector. En la historia, Kaworu evidencia un claro reflejo de los sentimientos de Rei hacia Shinji, pero Shinji lo rechaza «porque no es Rei». De acuerdo con Sadamoto, en ese momento particular de su vida Shinji no quería recicir el afecto de una chica, sino la aprobación de otro chico. A diferencia de Anno, quien quería atar a Kaworu la imagen de un «ser humano ideal», Sadamoto, en la creencia de que los seres humanos son la etapa final de la evolución de los ángeles, ha tratado de presentarlo como un personaje «pre-umano» y más ingenuo.

### Videojuegos
Kaworu hace una aparición en el videojuego Neon Genesis Evangelion: the Iron Maiden 2nd. En esta versión de los hechos, Kaworu tiene una relación muy unida con Shinji. Entre los diversos escenarios que implican a los dos niños, hay una escena en la que ambos tocan el chelo y el violín juntos, lo que se basa en una idea propuesta en uno de los guiones originales de la serie. En un otro escenario, Kaworu besa a Shinji en los labios para mostrarle su afecto. Otras diferencias que se introducen en Neon Genesis Evangelion The Shinji Ikari Raising Project, es cuando Kaworu se acerca a Shinji bajo la voluntad de Ritsuko Akagi. En la tetralogía de Rebuild of Evangelion, una nueva versión de la serie original, el personaje juega un papel fundamental y parece ser consciente de muchos detalles acerca de la vida de Shinji. En las dos primeras películas, despierta en la superficie lunar para comunicarse con la organización secreta Seele. En el manga, Evangelion - Detective Shinji Ikari, los personajes de Ryōji Kaji y Kaworu se representan como dos investigadores privados que Shinji se ve obligado a pedir ayuda. En este universo alternativo, Shinji termina la investigación de un caso misterioso con Kaworu, que es luego presentado como su nuevo compañero de clase.

## Personalidad y relación con Shinji
A pesar de que Kaworu habla con suma seguridad de sí mismo, hay muchas cosas que no entiendo. ¿Cuál es el significado de Kaworu Nagisa, quien pareció cumplir la misión de "vivir", pero murió tan rápidamente, casi como una libélula? Si no estuviera pendiente de Kaworu Nagisa, yo no habría sufrido esta angustia.
Akira Ishida, actor de voz de Kaworu.

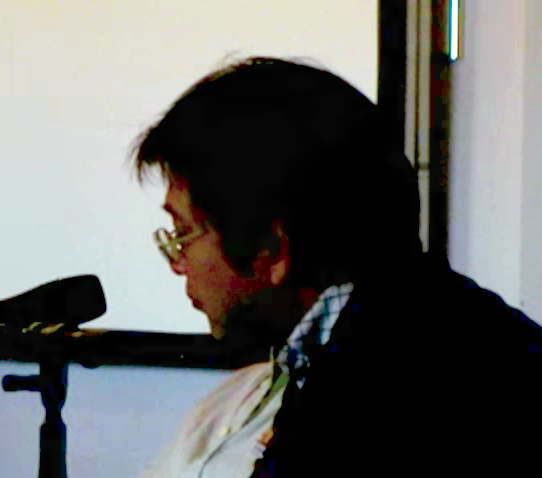
«Shinji no quería conseguir el amor de una chica, sino que en su lugar prefería recibir la aprobación de otro chico». -Yoshiyuki Sadamoto, diseñador de personajes de Neon Genesis Evangelion.

Kaworu es un joven erudito con una personalidad abierta, sincera y distante, a pesar de ocultar sus sentimientos más profundos. Las interacciones de Kaworu con el protagonista, Shinji Ikari, y el amor proclamado hacia este han sido un tema persistente de debate entre los fanes de Evangelion desde los tiempos de la serie original. Muestra un profundo vínculo con Shinji, y en el vigésimo cuarto episodio afirma haber nacido "sólo para conocerlo". A pesar de que Shinji tiende a mantener una cierta distancia emocional en sus relaciones con otras personas, Kaworu es capaz de llegar al corazón de este y hacerlo hablar abiertamente acerca de sus sentimientos. Por un lado, Kaworu muestra simpatía desinteresada y espontánea por Shinji, hasta el punto en que parece albergar un afecto sincero e incondicional; por su lado, Shinji, reconociendo la sinceridad de sus acciones, también se acerca a él. A pesar de la brevedad del tiempo que pasan juntos, los dos jóvenes se sienten atraídos el uno al otro y construyen una relación profunda y sincera de amor. Kaworu es la primera persona en decirle a Shinji que le quería, así como también la primera y última a quien este abrió el corazón, incluso afirmando a Misato que «Kaworu dijo que me amaba. Yo lo amé también». Después de la muerte de este personaje, Shinji cae en un profundo estado de depresión y se encierra de nuevo en sí mismo. Según Kunihiko Ikuhara, director, animador y amigo de Anno, Shinji «es intimidado por su padre, abofeteado por Ayanami, llamado idiota por Asuka y Misato le dice que sea un hombre; no recibe mucha simpatía de los demás, y creo que en esta situación el único que le dice que todo está bien es Kaworu». Poco antes de su muerte, Kaworu mantiene sin cambios su propio sentimiento de amor por Shinji, dando gracias de que pudo encontrarse con él.
Para Shinji, Kaworu fue el primer amigo en el que pudo confiar, así como también un interés romántico. Kaworu seduce a Shinji con un encanto misterioso y se convierte en la única persona que el joven ha amado. En la película Evangelion 3.0, tercera entrega de Rebuild of Evangelion, Kaworu y Shinji pilotean el Eva-13 juntos. A Akira Ishida, intérprete de Kaworu, se le preguntó si la secuencia se puede interpretar como una "escena de amor". Ishida respondió diciendo que no tiene "permitido" el responder preguntas y desea dejar la interpretación a los fanes más acérrimos, comentando que «pero, al final, el hecho de que están en la misma unidad es "diferente", porque persiguen el mismo objetivo juntos. Parece representar la profundidad de su relación». Incluso en otros medios de comunicación se subraya la fuerte relación emocional entre los personajes. De acuerdo con un guía oficial del juego Neon Genesis Evangelion 2: Another cases, «[Kaworu] siente un profundo sentimiento de amor por Shinji, pero tiene poco interés romántico hacia los miembros de Nerv del sexo opuesto, como Ritsuko y Maya. ¿Esto se debe a que es un ángel? En estas circunstancias, prefiere estar en una relación romántica con Shinji. Debido a que su relación es satisfactoria, no ve la necesidad de formar otras relaciones». En el videojuego, Neon Genesis Evangelion: Ikari Shinji Ikusei Keikaku, el jugador, bajo la perspectiva de Shinji, también tiene la oportunidad de iniciar una relación romántica con Kaworu y no solo con los personajes femeninos.
Algunos de los actores de voz del elenco original también coinciden en que Shinji y Kaworu son una "pareja". Durante el evento The Symphony of Evangelion en el Bunkamura Orchard Hall en Japón, las seiyūs Megumi Hayashibara y Kotono Mitsuishi acordaron en que si Shinji era "Hikoboshi", entonces su "Orihime" sería Kaworu. Orihime y Hikoboshi son deidades japonesas, antiguos amantes cuyo encuentro platónico se celebra todos los años durante el festival de Tanabata.

## Interpretaciones
En la angelología occidental, Tabris es el ángel de la libre voluntad y la libertad. De acuerdo con la Nuctemeron de Apolonio de Tiana, Tabris es un demonio, uno de los genes de la sexta hora. Por analogía, el Tabris de Neon Genesis Evangelion  elige de ser matado por Shinji. De acuerdo con Yūichirō Oguro, editor de la edición de discos láser de Evangelion, el personaje de Kaworu tiene algunas similitudes con Lalah Sune de Mobile Suit Gundam. Incluso su relación con el protagonista masculino de la serie crea una gran similitud entre los dos personajes. Mike Crandol de Anime News Network, en un análisis exegético de la serie escribió que «la breve amistad de Shinji con el enigmático Kaworu Nagisa es la aceptación, el amor ciego, total e incondicional, pero como estas cosas, [Kaworu] demuestra de no ser real». Incluso su colega Zac Bertschy, en una revisión de la película Evangelion 3.0, dio una interpretación similar: «Nunca se da a pensar que Kaworu es un antagonista, pero, involuntariamente, lo es. Su influencia nos muestra como Shinji todavía tiene un largo camino por recorrer antes de aceptarse a sí mismo. Kaworu es un compañero cariñoso y protector que se preocupa por la felicidad de Shinji, quien se niega a dejarlo atrás y que toma la terrible carga de Shinji en sus hombros». De acuerdo con Elliot Gay, revisor de la página web Japanator.com, Kaworu representa para Shinji «la esperanza de ser capaz de corregir sus errores».

## Recepción

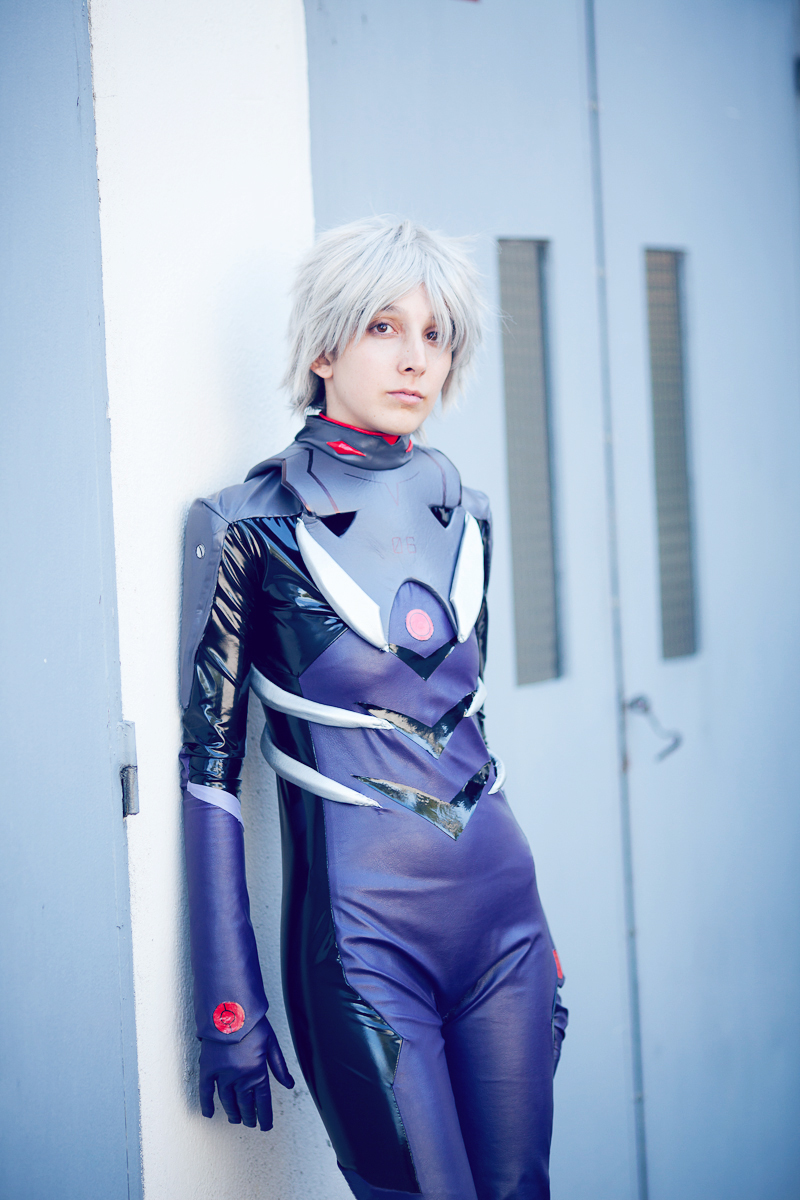
Cosplay de Kaworu Nagisa utilizando su plug suit.

Chris Beveridge de Mania Entertainment ha descrito la muerte de Kaworu en el anime como un "momento extremadamente poderoso" debido al hecho de que luego de un largo minuto sin diálogo, solo la sombra de su cabeza aparece tocando el agua. A pesar de su breve aparición, el personaje de Kaworu se hizo extremadamente popular, siendo comparado incluso con Rei Ayanami y Asuka Langley Soryu, protagonistas femeninas de Neon Genesis Evangelion. La gran popularidad del personaje se refleja en numerosas encuestas. En 1997 y 1998, Kaworu se posicionó en el segundo y el sexto lugar entre los personajes más populares del momento en dos encuestas de popularidad llevadas a cabo por la revista japonesa Animage. Incluso la revista Newtype hizo hincapié en la popularidad de Kaworu. En los gráficos mensuales sobre los personajes animados más populares elegidos por los lectores de la revista, Kaworu conquistó varias veces las primeras posiciones. En agosto y septiembre de 2009, se posicionó en el sexto y tercer puesto. Resultados similares fueron registrados con el propósito del mismo tipo de encuesta en octubre de ese año, donde terminó en cuarto lugar. En marzo del año siguiente, Newtype lo colocó en el segundo lugar entre los «personajes masculinos más populares de los años noventa». En 2014, el sitio Charapedia preguntó a diez mil de aficionados de animación que muerte había tenido el mayor impacto en ellos, en la que la muerte de Kaworu alcanzó el lugar decimonoveno entre los más valorados. Dos años más tarde, el sitio Anime News Network pidió a sus usuarios que eran los principales pilotos de la animación japonesa; la lista de las personalidades más altas calificaciones, Kaworu Nagisa surgió en decimosexto lugar.
En enero de 2017, el periódico japonés Livedoor News pidió a sus lectores saber cuál era el mejor ángel de Neon Genesis Evangelion, encuesta en la que Kaworu terminó tercero. Entre las posibles razones de la popularidad de Kaworu, Livedoor News ha citado el «fascinante» contraste entre su aspecto antropomorfo y «la constante sensación de que no es verdaderamente humano».
Según el escritor Patrick Drazen, durante la primera emisión de la serie nacieron muchas controversias sobre la relación entre Kaworu y Shinji y si entre los dos había una relación homosexual. Drazen, en su libro Anime Explosion!, expresa sus propias interpretaciones que excluyen una posible relación emocional entre los dos. Kenneth Lee de Anime News Network ha criticado los tonos homosexuales del personaje y de su relación con Kaworu, diciendo: «Kaworu es una figura enigmática que pone más carne en el fuego y confusión. Lo único que puede hacer es elevar aún más preguntas sin respuesta. [...] El elemento homosexual es probablemente el aspecto más preocupante, gratuito e inútil del vigésimo cuarto episodio». Según Lee, la apertura que Shinji demuestra contra él es totalmente injustificada e «irracional»: «En conclusión, parece que la homosexualidad es simplemente un espejismo para atraer a la generación X». Una opinión diametralmente opuesta fue dada por su colega Lyznee Loveridge, quien agregó los dos personajes entre las «parejas alternativas que tocarán sus corazones». «El destino de su relación es trágico, pero el poco tiempo que los dos pasan juntos es una soplo de aire fresco en comparación con el egoísmo que caracteriza a las relaciones entre todos los otros personajes de la serie». Carlo Santos, otro crítico de Anime News Network, alabó el personaje de Kaworu y su papel en el manga de Yoshiyuki Sadamoto: «La tensión [entre Kaworu y Shinji] se converte en una de las tramas secundarias más intrigantes [del manga]». Incluso la actriz japonesa Chiaki Kuriyama declaró de ser una gran admiradora del personaje. En una entrevista, Kuriyama ha confesado que se acercó al mundo de la animación después de ver Neon Genesis Evangelion y que se interesó en el doblaje gracias a los personajes de Kaworu Nagisa y Rei Ayanami.